# Francisco Ximenes de Texada
Pour les articles homonymes, voir Ximenes (homonymie) et Texada.
Francisco Ximenes de Texada (13 octobre 1703 - 9 novembre 1775, La Valette) est le 69e grand maître des Hospitaliers de l'ordre de Saint-Jean de Jérusalem.

## Biographie
Il accède au pouvoir dans un contexte de crise économique. Il devient rapidement impopulaire en raison des mesures d'austérité imprudentes qu'il met en place et également par son caractère hautain et autoritaire qui heurte le clergé et le peuple maltais.
En septembre 1775, il doit faire face à la révolte des prêtres, une tentative de coup d'État nationaliste dirigée par un prêtre, Dom Gaetano Mannarino, et soutenue par de nombreux conjurés maltais. Après la brève insurrection, Ximenes punit sévèrement les rebelles en faisant décapiter trois d'entre eux et en exposant leurs têtes en public. Ximenes meurt peu après, le 9 novembre 1775 à La Valette au palais magistral, avant la fin du procès de tous les rebelles.

## Sources bibliographiques
- Bertrand Galimard Flavigny (2006) Histoire de l'ordre de Malte, Perrin, Paris
- (en) David Borg Muscat, « Reassessing the September 1775 Rebellion: a Case of Lay Participation or a Rising of the Priests », Malta Historica New Series, vol. 13, no 3,‎ 2002 (lire en ligne)
- René de Vertot, Histoire des Chevaliers hospitaliers de Saint-Jean-de-Jérusalem, appelés depuis Chevaliers de Rhodes et aujourd'hui Chevaliers de Malte, Périsse frères, 1859, 1090 p. (lire en ligne)